# Hicanodon
Hicanodon is een geslacht van spinnen uit de  familie van de Macrobunidae. 

## Soort
- Hicanodon cinerea Tullgren, 1901